# SlotMusic

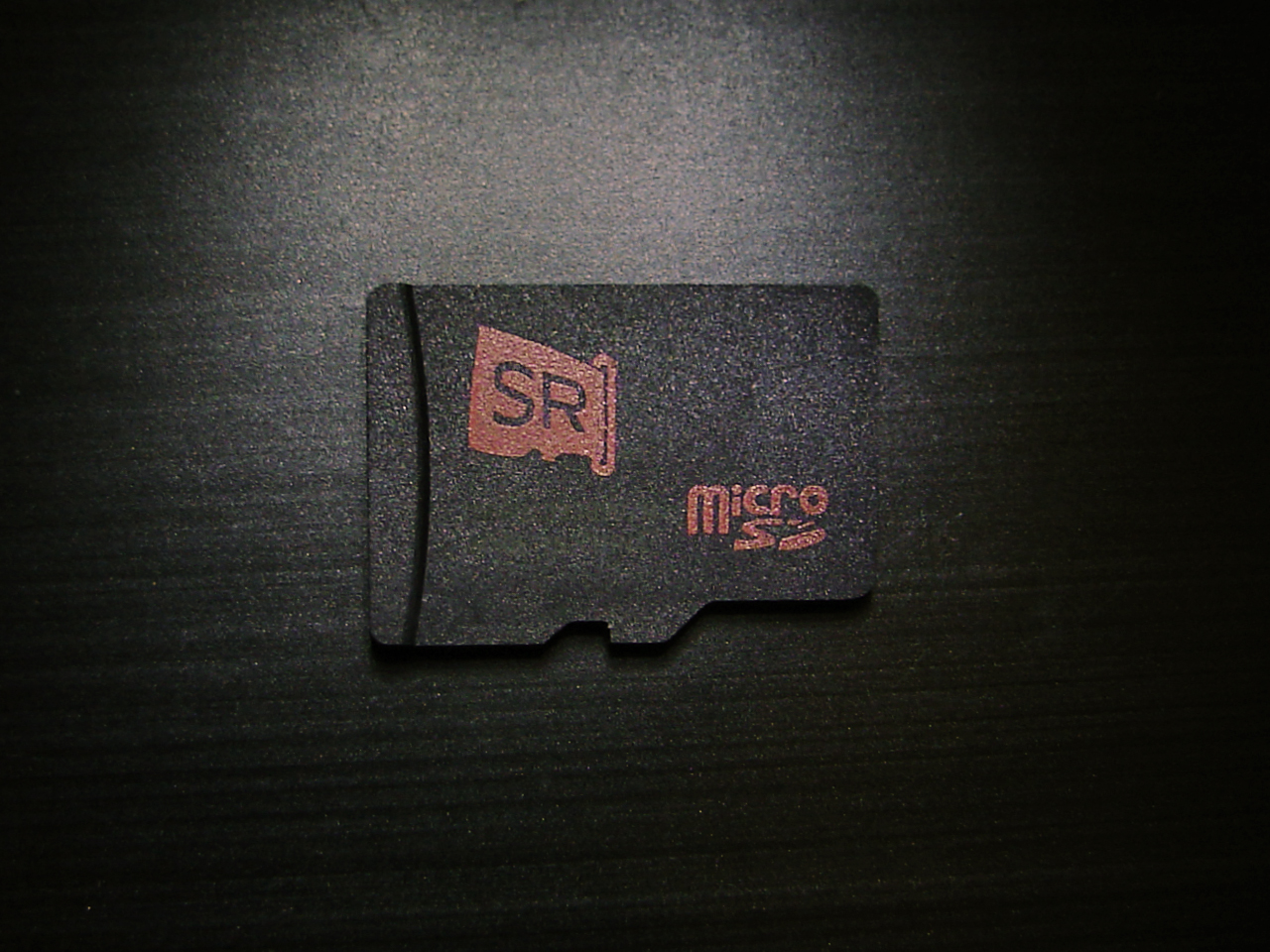
SlotMusic

SlotMusic è un marchio di scheda microSD ideata da SanDisk con canzoni in formato mp3 precaricate e senza DRM.

## Storia
Il nuovo dispositivo è stato immesso sul mercato statunitense a fine 2008, con un prezzo compreso tra i 7 e i 10 dollari, e nel 2009 su quello europeo. I distributori in USA attualmente sono: BestBuy e Wal-Mart.

## Critiche
Il New York Times, GigaOm e TechCrunch ne hanno criticato l'avvento come fallimentare o anacronistico dovuto al fatto che le persone usufruiscono di musica sempre meno da un supporto ma via streaming.